# Tammy Thomas
Tammy Thomas (ur. 11 stycznia 1970 w Yazoo City) – amerykańska kolarka torowa, wicemistrzyni mistrzyni świata. Największy sukces w swojej karierze osiągnęła w 2001 roku, kiedy podczas mistrzostw świata w Antwerpii zdobyła srebrny medal w sprincie indywidualnym, ulegając jedynie Rosjance Swietłanie Grankowskiej i bezpośrednio wyprzedzając Kanadyjkę Lori-Ann Muenzer. Rok później wygrała zawody Pucharu Świata w australijskim Sydney. W sierpniu tego samego roku w jej organizmie wykryto zakazaną substancję - norboleton, w wyniku czego została dożywotnio zawieszona. Thomas zaprzeczyła, iż przyjmowała doping, wobec czego w 2008 roku została skazana za składanie fałszywych zeznań na karę sześciu miesięcy aresztu domowego. Nigdy nie wystartowała na igrzyskach olimpijskich.